# Museo del giocattolo (Catania)
Il Museo del Giocattolo di Catania, è allestito presso una delle sale espositive del Centro fieristico le Ciminiere. Fino al gennaio 2011 le collezioni e la direzione del museo erano stabilite a Palazzo Bruca.